# Villabuena de Álava/Eskuernaga
Villabuena de Álava (Basque: Eskuernaga) là một đô thị trong tỉnh Araba (Álava), thuộc Xứ Basque, phía bắc Tây Ban Nha.
Đô thị này nằm cách thủ phủ Victoria 42 km, diện tích là 8,48 km² với dân số là 314 người (INE 2007), mật độ dân số là 37,03 người/km². Mã số bưu chính là 01307.